# Comité de Berlin

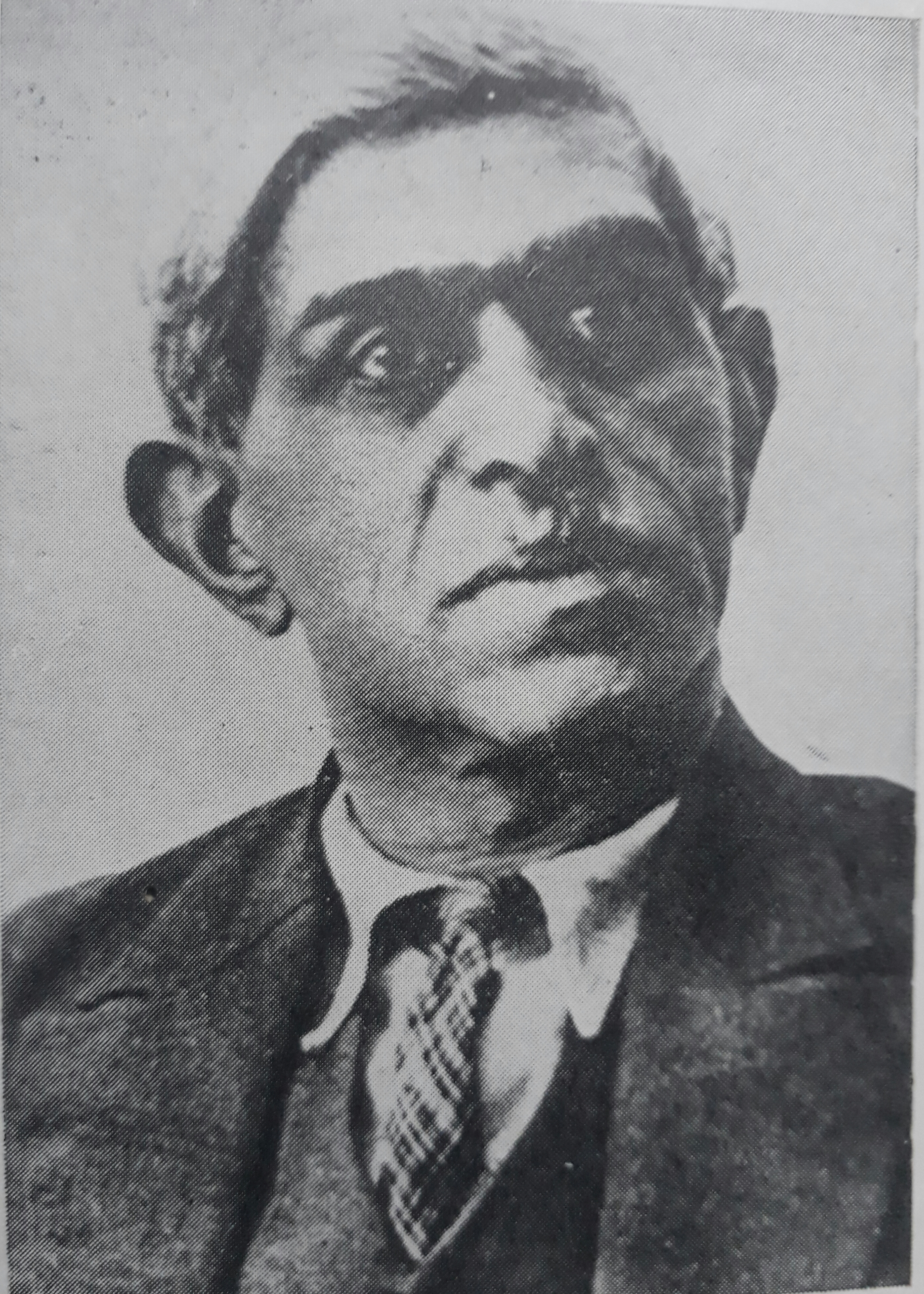
Virendranath Chattopadhyaya, membre du Comité de Berlin

Le Comité de Berlin (en allemand : Das Indische Unabhängigkeitskomitee ; en anglais : The Berlin Committee ou Indian Independance Comittee), connu sous le nom Comité d'indépendance Indien après 1915, est une organisation créée en Allemagne en 1914 pendant la Première Guerre mondiale par des étudiants indiens et des activistes politiques résidant dans le pays. 
Le but du comité était d'encourager la cause de l'indépendance indienne. D'abord appelée le Comité indo-berlinois, l'organisation a été rebaptisée le comité de l'indépendance indienne en 1915 et finit par être une partie intégrante de ce que l'on a appelé la Conspiration indo-allemande. 
Parmi les membres célèbres du comité, on comptait Virendranath Chattopadhyaya (en), Chempakaraman Pillai (en) et Abinash Chandra Bhattacharya (en).